# Приветственные деньги

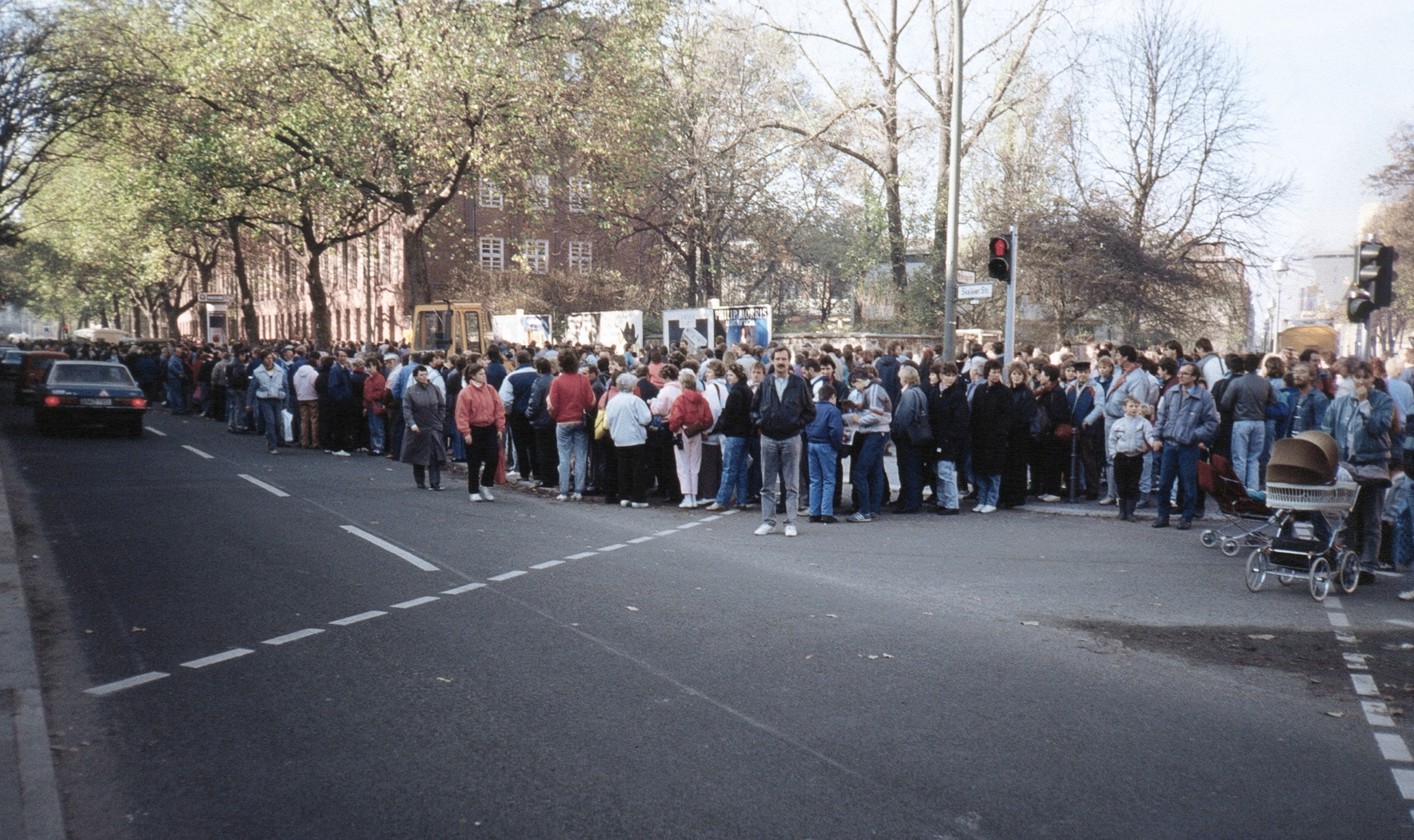
Очередь восточных немцев у почтового отделения в Кройцберге, Западный Берлин, в ожидании получения «Begrüßungsgeld» («Приветственных денег»), предоставленных правительством Западной Германии

Приве́тственные де́ньги (нем. Begrüßungsgeld) — материальная помощь, которую Федеративная Республика Германия оказывала из федерального бюджета каждому въезжающему в страну гражданину Германской Демократической Республики, а также гражданам Польской Народной Республики немецкого происхождения. Приветственные деньги были введены в 1970 году в размере 30 немецких марок. Этой материальной помощью можно было воспользоваться при въезде в ФРГ два раза в год. В 1988 году размер приветственных денег увеличился до 100 немецких марок, но выплачиваться они стали только один раз в год. Особое политическое и экономическое значение приветственные деньги приобрели после открытия внутригерманской границы 9 ноября 1989 года.
После возведения 13 августа 1961 года Берлинской стены граница ГДР и ФРГ была окончательно закрыта, и поток беженцев на Запад, по мнению правительства ГДР, был перекрыт. Гости из ГДР могли попасть в ФРГ и Западный Берлин только при наличии особых разрешений на выезд, выдача которых была чрезвычайно затруднена. Некоторые послабления в вопросе выдачи разрешений на выезд гражданам ГДР, например, пенсионерам, были достигнуты благодаря договорам, заключённым начиная с 1969 года в рамках «восточной политики» при канцлере ФРГ Вилли Брандте. Однако выезжавшим за границу разрешалось брать с собой только 70 марок ГДР. В целях улучшения условий въезда граждан ГДР правительство ФРГ ввело в 1970 году выплаты приветственных денег в размере 30 немецких марок по предъявлению удостоверения личности. До 1984 года этой материальной помощью пользовалось от 40 до 60 тысяч человек в год, начиная с 1985 года их число значительно возросло в связи с принятием дополнительных оснований для выезда и достигло в 1987 году 1,3 млн человек. В 1988 году размер приветственных денег увеличился до 100 немецких марок. ГДР при этом сократила денежные суммы, обмениваемые при выезде по курсу 1:1, до 15 марок ГДР. В 1988 году общая сумма выплаченных за год приветственных денег составила 260 млн немецких марок, столько же федеральным бюджетом предусматривалось на следующий 1989 год. Приветственные деньги выплачивались органами городского или местного самоуправления ФРГ по предъявлению удостоверения личности ГДР или загранпаспорта ГДР, где ставилась соответствующая отметка во избежание незаконного повторного получения.
После падения Берлинской стены, когда граждане ГДР получили возможность свободно пересекать границу с ФРГ и Западным Берлином, в первый же понедельник у отделений сберегательных касс в Западном Берлине образовались гигантские очереди из граждан ГДР, желавших получить приветственные деньги, что привело к затруднениям в движении транспорта, а для наведения порядка применялись силы полиции, пожарной охраны и служб спасения. На 11 ноября на Западе побывало более 3 млн граждан ГДР. С 9 по 13 ноября визу для поездки в Западный Берлин и ФРГ получило около 4,5 млн жителей ГДР. На 20 ноября в ФРГ и Западном Берлине побывало 11 млн граждан ГДР. По распоряжению правящего бургомистра Западного Берлина Вальтера Момпера выплата приветственных денег производилась в отделениях банков и сберегательных касс даже ночью. Условия выплаты приветственных денег в последующем были значительно упрощены и ограничивались просто предъявлением удостоверения личности ГДР или заграничного паспорта, а контроль за количеством выплат на одного человека не производился. Некоторые земли, как, например, Бавария, выплачивали местную надбавку к приветственным деньгам.
Выплаты приветственных денег прекратились в конце 1989 года. На смену им пришли специальные валютные фонды, образованные совместно ФРГ и ГДР, из которых на поездки за рубеж гражданам ГДР производился обмен 100 марок ГДР на немецкие марки по курсу 1:1 и ещё дополнительные 100 марок по курсу 1:5.